# Bahías de Huatulco International Airport
Bahías de Huatulco International Airport är en flygplats i Mexiko.   Den ligger i kommunen Santa María Huatulco och delstaten Oaxaca, i den sydöstra delen av landet, 500 km sydost om huvudstaden Mexico City. Bahías de Huatulco International Airport ligger 141 meter över havet.
Terrängen runt Bahías de Huatulco International Airport är platt söderut, men norrut är den kuperad. Terrängen runt Bahías de Huatulco International Airport sluttar söderut. Runt Bahías de Huatulco International Airport är det ganska tätbefolkat, med 60 invånare per kvadratkilometer. Närmaste större samhälle är Santa María Huatulco, 8,9 km nordväst om Bahías de Huatulco International Airport. I omgivningarna runt Bahías de Huatulco International Airport växer huvudsakligen savannskog.